# Georges Dard
Pour les articles homonymes, voir Dard.
Georges Dard, né le 28 juin 1918 à Marseille et mort le 2 mai 2001 dans le 8e arrondissement de Marseille, est un footballeur français qui a effectué la majeure partie de sa carrière à l'Olympique de Marseille.

## Biographie
Fils de l'ancien président de l'OM, Gabriel Dard, il porte les couleurs olympiennes durant 16 saisons. Dès sa deuxième saison professionnelle, il gagne le championnat de France : la Division Nationale. En 1943, il soulève la Coupe de France. En 1948, il redevient champion.
Après ce titre, Georges Dard décide de tenter sa chance à l'étranger ; il passe des essais à l'Inter Milan, au Genoa et au FC Séville. Pour 4 000 pesetas par mois plus 25 000 de prime, il intègre le club andalou et devient le premier joueur français à défendre les couleurs sévillanes. Ses performances déçoivent : il dispute onze rencontres (dont une en Coupe Eva Duarte) sans marquer le moindre but. 
La saison suivante, il retourne à Marseille et renoue avec le succès. Il tire sa révérence en 1955 après une ultime saison à l'AS Gardanne.
Au total, il joue 330 matches avec l'Olympique de Marseille et marque 106 buts, faisant de lui le huitième meilleur buteur de l'histoire de ce club.
Il fut également international français entre 1947 et 1950 (3 sélections, 2 buts).
Son frère jumeau, Roger Dard, a également joué à l'OM et au Montpellier HSC.

## Style de jeu
Georges Dard est un ailier mythique de l'Olympique de Marseille. Match après match, sa vitesse, sa puissance et la qualité de ses centres, lui permettent de « dévorer » son aile avec un style épuré qui ravit le public du Vélodrome.

## Palmarès
- Champion de France : 1937, 1948 (Olympique de Marseille).
- Vainqueur de la Coupe de France : 1943 (Olympique de Marseille).